# Scurry
Scurry – miasto w Stanach Zjednoczonych, w stanie Teksas, w hrabstwie Kaufman.